# Луций Эпидий Тиций Аквилин
Луций Эпидий Тиций Аквилин (лат. Lucius Epidius Titius Aquilinus) — римский политический деятель первой половины II века.
Аквилин происходил из италиков. О его карьере известно лишь то, что в 125 году он занимал должность ординарного консула вместе с Марком Лоллием Паулином Валерием Азиатиком Сатурнином.
Из одной не полностью сохранившейся надписи следует, что Аквилин был магистром некой коллегии жрецов, которые были освобождены по приказу императора Адриана от дорогостоящих обязательств по проведению игр.
От его брака с Авидией Плавтией родились два сына: консулы Луций Тиций Плавтий Аквилин и Плавтий Квинтилл.